# Лауриа, Руджеро
Руджеро ди Лауриа (араг. Rocher de Lauria, кат. Roger de Llúria, итал. Ruggiero di Lauria, сиц. Ruggeru di Lauria; около 1245 года — 19 января 1305) — арагонский адмирал, сыгравший важную роль в сражениях Сицилийской вечерни, Арагонского крестового похода, борьбы за Сицилию между братьями Альфонсом Арагонским и Хайме Сицилийским.

## Биография
Руджеро ди Лауриа родился в Лаурии (или Скалее) на юге Италии. В 1268 году его отец (великий юстициарий королевства Сицилии) и мать, как и другие изгнанники-гибеллины, нашли убежище в Барселоне, части Арагонской короны. 
В 1282 году Руджеро был назначен командующим арагонским флотом и командовал им во время кампании по захвату Сицилии у анжуйцев после восстания Сицилийской вечерни. После подчинения Сицилии Арагону 19 апреля 1283 года назначен великим адмиралом Сицилийского королевства.
Он сражался и выиграл в общей сложности шесть морских галерных сражений. 8 июля 1283 года он разбил анжуйцев в морской битве при Мальте. 5 июня 1284 года он разбил неаполитанский флот в битве при Кастелламаре и даже захватил вражеского командующего Карла Салернского. В 1285 году именно его победа у островов Формигес над французским флотом Филиппа III заставила последнего прекратить так называемый Арагонский крестовый поход против Педро III. 
23 июня 1287 года он снова разбил анжуйцев около Неаполя в Битве графов, несмотря на то что уступал им, имея сорок кораблей против восьмидесяти. Далее он участвовал в борьбе за власть между Альфонсом Арагонским и его братом Хайме Сицилийским на стороне первого.
После конфликта с королём Фридрихом III ему удалось бежать из-под стражи и покинуть Сицилию, в то время как все его феоды были конфискованы. Затем Руджеро поступил на службу к Эдуарду I Английскому, чтобы сражаться против французов. 
Но, несмотря на свои обещания, он вернулся в Италию, где 4 июля 1299 года он разбил сицилийцев около Сицилии в сражении у мыса Орландо, захватив восемнадцать вражеских галер. 14 июня 1300 года при Понце он одержал еще одну победу над сицилийцами. После мира в Кальтабеллотте он снова подчинился Фридриху III и получил полное прощение. Он удалился в Косентайну в королевстве Валенсия, где и умер в 1305 году.
Личность и подвиги Лауриа описаны его современниками, каталанскими хронистами Бернатом Десклотом и Рамоном Мунтанером, первый из которых был близок ко двору королей Арагона Педро III и Альфонсо III, второй же знал адмирала лично и принимал участие в его экспедициях.

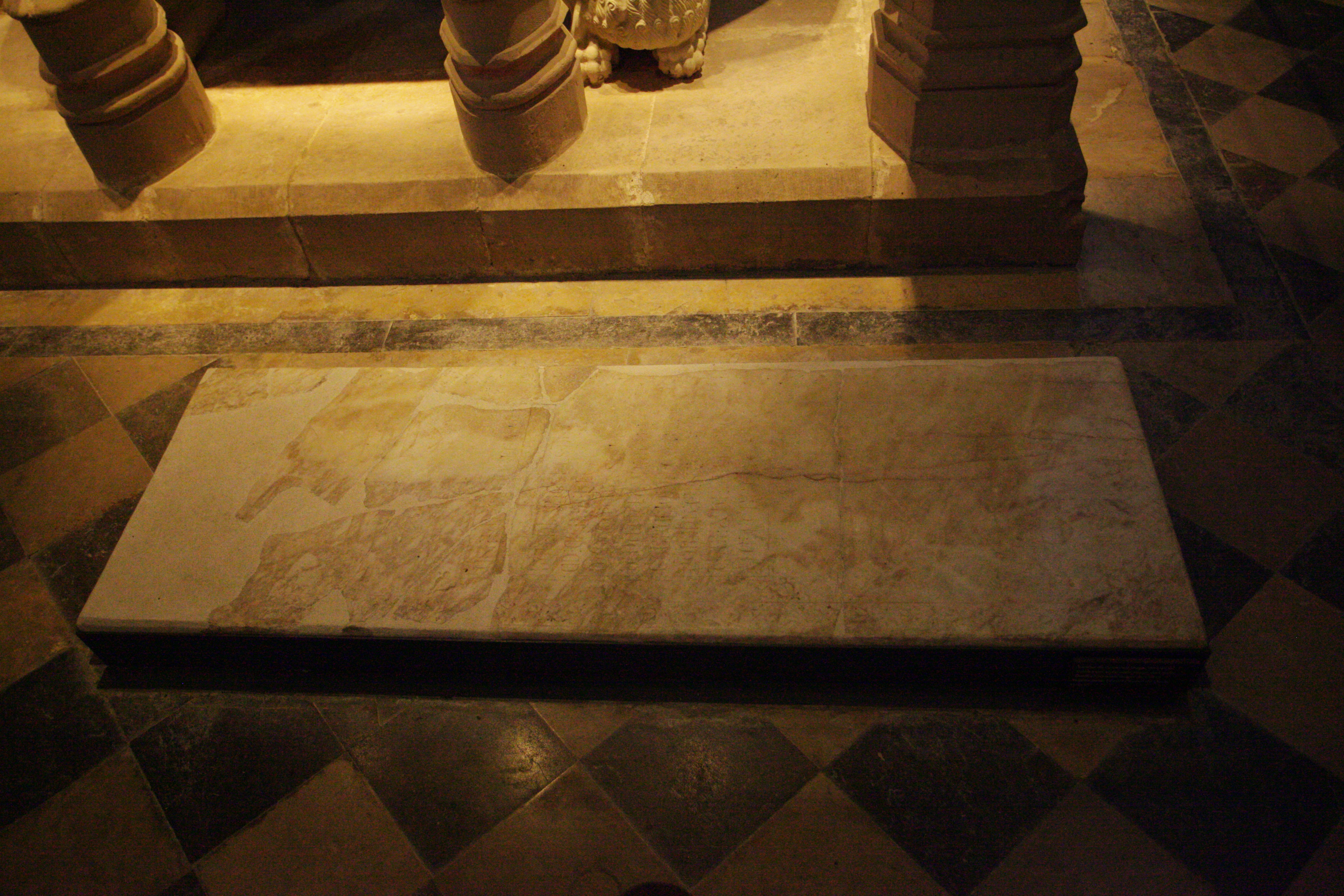
Гробница Руджеро ди Лауриа